# Bratteby
Bratteby är en liten by strax utanför Hunnebostrand, i Sotenäs kommun. Mellan Hunnebostrand och Askum, en sträcka av 4 kilometer, finns områden som kallas för bland annat Bratteby Stämmen och Bratteby Pilhogen. Själva Bratteby består av fyra hus varav tre av dessa har tillhörande ladugård. I Bratteby har man tidigare haft ett stenbrott som exporterat sten till bland annat Hamburgs gator och torg där man nu kan finna denna sten.